# (6412) Kaifu
(6412) Kaifu  es un asteroide del cinturón principal perteneciente al cinturón de asteroides, región del sistema solar que se encuentra entre las órbitas de Marte y Júpiter.
Fue descubierto el 15 de octubre de 1993 por Kin Endate y Kazuro Watanabe desde el Observatorio de Kitami.

## Designación y nombre
Designado provisionalmente como 1993 TL2 fue nombrado en honor a Norio Kaifu (n. 1943), recientemente nombrado primer director del Telescopio Subaru de 8,2 m en Hawái, siguiendo su dirección de la construcción de ese telescopio durante los últimos seis años. También desempeñó un papel importante en la construcción del radiotelescopio de ondas milimétricas de 45 m en el Radio Observatorio de Nobeyama, en particular, por su desarrollo del espectrómetro de radio acústico-óptico, un poderoso instrumento de muy alta resolución capaz de identificar muchos líneas moleculares interestelares. Kaifu se desempeñó como presidente de la División de Radioastronomía del Observatorio Astronómico Nacional en Mitaka durante 1988-1990 y como director asociado durante 1992-1996.

## Características orbitales
(6412) Kaifu está situado a una distancia media del Sol de 2,359 ua, pudiendo alejarse hasta 2,468 ua y acercarse hasta 2,249 ua. Su excentricidad es 0,046 y la inclinación orbital 6,829 grados. Emplea 1323,02 días en completar una órbita alrededor del Sol.
Pertenece a la familia de asteroides de (4) Vesta.

## Características físicas
La magnitud absoluta de (6412) Kaifu es 13,77.